# Перелік пам'яток культурної спадщини, що не підлягають приватизації (Хмельницька область)
В Хмельницькій області до переліку пам'яток культурної спадщини, що не підлягають приватизації, внесено 176 об'єктів культурної спадщини України.

## Білогірський район
| Найменування пам'ятки                  | Час створення  | Місце розташування | Охоронний номер |
| -------------------------------------- | -------------- | ------------------ | --------------- |
| Земляний замок                         | XVI сторіччя   | смт Білогір'я      | 1676            |
| Тихомльське городище з руїнами фортеці | X-XVI сторіччя | смт Ямпіль         | 1677            |

## Віньковецький район
| Покровська церква                | 1773 рік                             | с. Адамівка | 766  |
| Палац з господарськими будівлями | XIX сторіччя                         | с. Говори   | 1678 |
| Михайлівська церква              | 1769 рік                             | с. Зіньків  | 767  |
| Фортеця                          | XIII-XIV сторіччя, XV-XVIII сторіччя | с. Зіньків  | 768  |
| Костел                           | 1750 рік                             | с. Зіньків  | 1679 |
| Садиба                           | XIX сторіччя                         | с. Зіньків  | 1680 |

## Городоцький район
| Міська брама      | XV-XVI сторіччя, 1724 рік | смт Сатанів             | 753   |
| Замок             | XV-XVIII сторіччя         | смт Сатанів             | 754   |
| Синагога          | 1514 рік                  | смт Сатанів             | 755   |
| Троїцька церква   | 1654 рік                  | с. Сатанівська Слобідка | 756/1 |
| Келії з дзвіницею | 1654 рік                  | с. Сатанівська Слобідка | 756/2 |
| В'їзна брама      | XVIII сторіччя            | с. Сатанівська Слобідка | 756/3 |

## Дунаєвецький район
| Церква                               | 1839-1862 роки              | с. Маків    | 1681   |
| Палац                                | перша половина XIX сторіччя | с. Маків    | 1682   |
| Садиба:                              | XVIII-XIX сторіччя          | с. Маліївці | 1683   |
| палац                                | XVIII-XIX сторіччя          | с. Маліївці | 1683/1 |
| башта водонапірна                    | XVIII-XIX сторіччя          | с. Маліївці | 1683/2 |
| будинок господарський                | XVIII-XIX сторіччя          | с. Маліївці | 1683/3 |
| стіна огорожі та міст (з обелісками) | XVIII-XIX сторіччя          | с. Маліївці | 1683/4 |

## Ізяславський район
| Замок                              | 1539 рік           | м. Ізяслав, вул. Заславського, 10 | 757   |
| Садиба:                            | XVI-XVIII сторіччя | м. Ізяслав, вул. Т. Шевченка, 18  | 758/0 |
| палац                              | XVIII сторіччя     | м. Ізяслав, вул. Т. Шевченка, 18  | 758/1 |
| дворик з аркадами                  | XVIII сторіччя     | м. Ізяслав, вул. Т. Шевченка, 18  | 758/2 |
| місток                             | XVIII сторіччя     | м. Ізяслав, вул. Т. Шевченка, 18  | 758/3 |
| костел місіонерів                  | XVII сторіччя      | м. Ізяслав, вул. Т. Шевченка, 18  | 758/4 |
| Кафедральний костел                | XVI сторіччя       | м. Ізяслав, вул. Т. Шевченка, 18  | 759   |
| Костел бернардинців:               | XVII сторіччя      | м. Ізяслав, вул. Т. Шевченка, 18  | 760/1 |
| келії                              | XVII сторіччя      | м. Ізяслав, вул. Т. Шевченка, 18  | 760/2 |
| мури з брамами та баштами          | XVII сторіччя      | м. Ізяслав, вул. Т. Шевченка, 18  | 760/3 |
| Церква Святого Миколая та дзвіниця | XVIII сторіччя     | с. Велика Радогощ                 | 1684  |
| Покровська церква з дзвіницею      | 1800 рік           | с. Мала Радогощ                   | 1685  |

## Кам'янець-Подільський район
| Укріплення міста:                                   | XV-XVIII сторіччя                   | м. Кам'янець- Подільський                                 | 727    |
| міські мури                                         | XV сторіччя                         | м. Кам'янець- Подільський, вул. Руська                    | 727/1  |
| міська брама                                        | XVI сторіччя                        | м. Кам'янець- Подільський, вул. Замкова                   | 727/2  |
| кравецька башта                                     | XVI сторіччя                        | м. Кам'янець- Подільський, вул. Вали                      | 727/3  |
| кушнірська башта                                    | 1565, 1785 роки                     | м. Кам'янець- Подільський, Старопоштовий узвіз            | 727/4  |
| різницька башта                                     | XVI сторіччя                        | м. Кам'янець- Подільський, вул. Вали                      | 727/5  |
| гончарна башта                                      | 1583 рік                            | м. Кам'янець- Подільський, вул. Вали                      | 727/6  |
| башта на броді                                      | XVI сторіччя                        | м. Кам'янець- Подільський, Старий бульвар                 | 727/7  |
| надбрамна башта                                     | XV-XVI сторіччя                     | м. Кам'янець- Подільський, вул. Руська                    | 727/8  |
| настінна башта                                      | XV-XVI сторіччя                     | м. Кам'янець- Подільський, вул. Онуфріївська              | 727/9  |
| наскельна башта                                     | XV-XVI сторіччя                     | м. Кам'янець- Подільський, вул. Руська                    | 727/10 |
| підзамецька брама                                   | 1621, 1771 роки                     | м. Кам'янець- Подільський, вул. Замкова                   | 727/11 |
| каземат-лабораторія                                 | 1621, 1771 роки                     | м. Кам'янець- Подільський, вул. Замкова                   | 727/12 |
| Комплекс споруд фортеці:                            | XII-XIX сторіччя                    | м. Кам'янець- Подільський, вул. Замкова, 1                | 730/0  |
| мури фортеці                                        | XII-XIX сторіччя                    | м. Кам'янець- Подільський, вул. Замкова, 1                | 730/1  |
| нова східна башта                                   | 1544 рік                            | м. Кам'янець- Подільський, вул. Замкова, 1                | 730/2  |
| лянцкоронська башта                                 | XV-XVI сторіччя                     | м. Кам'янець- Подільський, вул. Замкова, 1                | 730/3  |
| комендантська башта                                 | XVI сторіччя                        | м. Кам'янець- Подільський, вул. Замкова, 1                | 730/4  |
| башта Рожанка                                       | кінець XIV - середина XVI сторіччя  | м. Кам'янець- Подільський, вул. Замкова, 1                | 730/5  |
| водяна башта                                        | XV - середина XVI сторіччя          | м. Кам'янець- Подільський, вул. Замкова, 1                | 730/6  |
| мала західна башта                                  | XIV сторіччя                        | м. Кам'янець- Подільський, вул. Замкова, 1                | 730/7  |
| нова західна башта                                  | 1542, 1672 роки                     | м. Кам'янець- Подільський, вул. Замкова, 1                | 730/8  |
| денна башта                                         | XII-XVI сторіччя                    | м. Кам'янець- Подільський, вул. Замкова, 1                | 730/9  |
| ляцька башта                                        | XV - початок XVI сторіччя, 1544 рік | м. Кам'янець- Подільський, вул. Замкова, 1                | 730/10 |
| тенчинська башта                                    | XIV-XVI сторіччя                    | м. Кам'янець- Подільський, вул. Замкова, 1                | 730/11 |
| ковпак-башта                                        | XIV-XVI сторіччя                    | м. Кам'янець- Подільський, вул. Замкова, 1                | 730/12 |
| папська башта                                       | початок XV - середина XVI сторіччя  | м. Кам'янець- Подільський, вул. Замкова, 1                | 730/13 |
| надбрамна башта                                     | XV сторіччя                         | м. Кам'янець- Подільський, вул. Замкова, 1                | 730/14 |
| мала південна башта                                 | XII-XIII сторіччя                   | м. Кам'янець- Подільський, вул. Замкова, 1                | 730/15 |
| башта над ровом                                     | XII-XIII сторіччя                   | м. Кам'янець- Подільський, вул. Замкова, 1                | 730/16 |
| польна башта                                        | XVI сторіччя                        | м. Кам'янець- Подільський, вул. Замкова, 1                | 730/17 |
| польний міст                                        | XVIII сторіччя                      | м. Кам'янець- Подільський, вул. Замкова, 1                | 730/18 |
| сортія                                              | XVIII сторіччя                      | м. Кам'янець- Подільський, вул. Замкова, 1                | 730/19 |
| Комплекс споруд Вірменського костелу:               | XIV-XVIII сторіччя                  | м. Кам'янець- Подільський, вул. Вірменська, 1             | 750    |
| костел Святого Миколая                              | XIV-XVIII сторіччя                  | м. Кам'янець- Подільський, вул. Вірменська, 1             | 750/1  |
| дзвіниця                                            | кінець XV-XVI сторіччя              | м. Кам'янець- Подільський, вул. Вірменська, 1             | 750/2  |
| брама і огорожа                                     | XVII-XVIII сторіччя                 | м. Кам'янець- Подільський, вул. Вірменська, 1             | 750/3  |
| Будинок житловий                                    | початок XX сторіччя                 | м. Кам'янець- Подільський, пл. Вірменський ринок, 3       | 37-Хм  |
| Будівля окружного суду                              | 1893 рік                            | м. Кам'янець- Подільський, пл. Вірменський ринок, 5       | 1646   |
| Башта казематна                                     | 1667-1783 роки                      | м. Кам'янець- Подільський, пл. Вірменський ринок, 6а      | 736    |
| Будинок житловий                                    | XVIII-XIX сторіччя                  | м. Кам'янець- Подільський, пл. Вірменський ринок, 8       | 1648   |
| Будинок житловий                                    | початок XX сторіччя                 | м. Кам'янець- Подільський, вул. Гунська, 10               | 25-Хм  |
| Кріпосний міст                                      | XIV-XVIII сторіччя                  | м. Кам'янець- Подільський, вул. Замкова                   | 732/1  |
| Вірменські бастіони                                 | XV-XVII сторіччя                    | м. Кам'янець- Подільський, вул. Замкова                   | 729    |
| Нова фортеця                                        | 1621 рік, XVIII-XIX сторіччя        | м. Кам'янець- Подільський, вул. Замкова, 1                | 731    |
| Будівля комерційного банку                          | XIX сторіччя                        | м. Кам'янець- Подільський, вул. Зарванська, 3             | 1667   |
| Будинок Чарторийських                               | XVI-XIX сторіччя                    | м. Кам'янець- Подільський, вул. Зарванська, 13            | 749    |
| Будинок Вірменського пробства                       | XVII сторіччя                       | м. Кам'янець- Подільський, вул. Іоанно- Предтеченська, 12 | 745    |
| Хрестовоздвиженська церква                          | 1799-1801 роки                      | м. Кам'янець- Подільський, вул. Карвасари, 24             | 752    |
| Новопланівський міст                                | XIX сторіччя                        | м. Кам'янець- Подільський, вул. Князів Коріатовичів       | 32-Хм  |
| Будівля відділення державного банку                 | 1896-1901 роки                      | м. Кам'янець- Подільський, вул. Князів Коріатовичів, 1    | 1670/1 |
| Будинок житловий                                    | 1901 рік                            | м. Кам'янець- Подільський, вул. Князів Коріатовичів, 3    | 31-Хм  |
| Грот-колодязь і фундаменти житлового будинку        | XVI сторіччя                        | м. Кам'янець- Подільський, вул. Кузнецька, 4              | 1665   |
| Вірменські склади                                   | XVI сторіччя                        | м. Кам'янець- Подільський, пров. Миколаївський, 1а        | 743    |
| Комплекс споруд церкви Святого Миколая:             | XIII-XIV сторіччя                   | м. Кам'янець- Подільський, пров. Миколаївський, 2         | 742    |
| церква Святого Миколая                              | XIII-XIV сторіччя                   | м. Кам'янець- Подільський, пров. Миколаївський, 2         | 742/1  |
| дзвіниця                                            | початок XIX сторіччя                | м. Кам'янець- Подільський, пров. Миколаївський, 2         | 742/2  |
| мур і підпірна стіна                                | XVII-XIX сторіччя                   | м. Кам'янець- Подільський, вул. Довга                     | 742/3  |
| Будівля технічного училища                          | початок XX сторіччя                 | м. Кам'янець- Подільський, вул. І. Огієнка, 61            | 24-Хм  |
| Будинок польського магістрату (Ратуша)              | XV-XIX сторіччя                     | м. Кам'янець- Подільський, пл. Польський ринок, 1         | 738    |
| Будинки житлові                                     | XVI-XVIII сторіччя                  | м. Кам'янець- Подільський, пл. Польський ринок, 14-16     | 49-Хм  |
| Будівля лікарні                                     | 1864-1871 роки                      | м. Кам'янець- Подільський, вул. Пушкінська, 31            | 1671   |
| Будинок Руського магістрату                         | XVI-XIX сторіччя                    | м. Кам'янець- Подільський, вул. П'ятницька, 9             | 737    |
| Будівля духовної семінарії                          | 1789 рік, XIX сторіччя              | м. Кам'янець- Подільський, вул. П'ятницька, 11            | 1650   |
| Порохові склади                                     | 1778-1779 роки                      | м. Кам'янець- Подільський, вул. Руська, 15                | 735    |
| Комплекс споруд Руської брами:                      | XVI-XVIII сторіччя                  | м. Кам'янець- Подільський, вул. Руська, 93                | 734/0  |
| дозорна башта                                       | XV сторіччя                         | м. Кам'янець- Подільський, вул. Руська, 93                | 734/1  |
| прибрамна башта                                     | XVI сторіччя                        | м. Кам'янець- Подільський, вул. Руська, 93                | 734/2  |
| барбакан                                            | XV-XVI, XVIII сторіччя              | м. Кам'янець- Подільський, вул. Руська, 93                | 734/3  |
| надбрамна башта                                     | XV-XVIII сторіччя                   | м. Кам'янець- Подільський, вул. Руська, 93                | 734/4  |
| прибережна башта                                    | XV сторіччя                         | м. Кам'янець- Подільський, вул. Руська, 93                | 734/5  |
| Будівля міської думи                                | XIX сторіччя                        | м. Кам'янець- Подільський, вул. Соборна, 1                | 14-Хм  |
| Комплекс споруд Тринітарського монастиря:           | 1750-1765 роки                      | м. Кам'янець- Подільський, вул. Старобульварна            | 733    |
| костел Святої Трійці                                | 1750-1765 роки                      | м. Кам'янець- Подільський, вул. Старобульварна            | 733/1  |
| дзвіниця                                            | 1750-1765 роки                      | м. Кам'янець- Подільський, вул. Старобульварна            | 733/2  |
| огорожа                                             | 1750-1765 роки                      | м. Кам'янець- Подільський, вул. Старобульварна            | 733/3  |
| трапезна                                            | XVIII сторіччя                      | м. Кам'янець- Подільський, вул. Старобульварна            | 733/4  |
| Турецькі бастіони                                   | XVII сторіччя                       | м. Кам'янець- Подільський, Старопоштовий узвіз            | 728    |
| Монастир візиток                                    | 1842 рік                            | м. Кам'янець- Подільський, вул. О. Суворова, 2            | 26-Хм  |
| Церква Святих апостолів Петра і Павла               | 1580, 1834 роки                     | м. Кам'янець- Подільський, вул. Татарська, 9              | 741    |
| Будівля першої російської гімназії                  | XIX сторіччя                        | м. Кам'янець- Подільський, вул. Татарська, 14             | 1636   |
| Колегіум єзуїтський                                 | 1756 рік                            | м. Кам'янець- Подільський, вул. Татарська, 14а            | 1637   |
| Будинок житловий                                    | XIX сторіччя                        | м. Кам'янець- Подільський, вул. Л. Українки, 48           | 16-Хм  |
| Будинок житловий                                    | 1902-1903 роки                      | м. Кам'янець- Подільський, вул. Л. Українки, 60           | 1672   |
| Будівля гімназії Славутської                        | XIX сторіччя                        | м. Кам'янець- Подільський, вул. Л. Українки, 81           | 17-Хм  |
| Русько-фільварецькі сходи                           | XIX сторіччя                        | м. Кам'янець- Подільський, вул. І. Франка                 | 28-Хм  |
| Комплекс споруд домініканського жіночого монастиря: | середина XVIII сторіччя             | м. Кам'янець- Подільський, вул. Францисканська, 10а       | 1642   |
| костел Святого Михаїла                              | 1750 рік                            | м. Кам'янець- Подільський, вул. Францисканська, 10а       | 1642/1 |
| келії                                               | середина XVIII сторіччя             | м. Кам'янець- Подільський, вул. Францисканська, 10а       | 1642/2 |
| Будівля духовної семінарії                          | 1861-1865 роки                      | м. Кам'янець- Подільський, вул. Т. Шевченка, 13           | 1673   |
| Будівля селянського банку                           | кінець XIX сторіччя                 | м. Кам'янець- Подільський, вул. Т. Шевченка, 17           | 36-Хм  |
| Пушкінський будинок                                 | 1899 рік                            | м. Кам'янець- Подільський, вул. Т. Шевченка, 20           | 33-Хм  |
| Будівля Маріїнської жіночої гімназії                | 1882-1884 роки                      | м. Кам'янець- Подільський, вул. Т. Шевченка, 24           | 1674   |
| Казенна палата                                      | 1898 рік                            | м. Кам'янець- Подільський, вул. Т. Шевченка, 26           | 1675   |
| Будинок житловий                                    | 1911 рік                            | м. Кам'янець- Подільський, вул. Т. Шевченка, 35           | 34-Хм  |
| Будівля лікарні для бідноти                         | XIX сторіччя                        | м. Кам'янець- Подільський, вул. Т. Шевченка, 37           | 35-Хм  |
| Замок                                               | XV-XVII сторіччя                    | с. Жванець                                                | 761    |
| Вірменський костел                                  | XVII сторіччя                       | с. Жванець                                                | 1687   |
| Костел Святої Діви Марії                            | XVII сторіччя                       | с. Китайгород                                             | 1688   |
| Комплекс замку:                                     | XV-XVI сторіччя                     | с. Панівці                                                | 1689/0 |
| замок                                               | 1770 рік                            | с. Панівці                                                | 1689/1 |
| палац                                               | 1770 рік                            | с. Панівці                                                | 1689/2 |
| будинок колегіуму                                   | 1770 рік                            | с. Панівці                                                | 1689/3 |
| Замок                                               | 1507 рік, XVI-XVIII сторіччя        | с. Рихта                                                  | 762    |
| Скельний монастир                                   | XIV сторіччя                        | с. Гораївка, урочище Монастирище                          | 1686   |
| Комплекс замку:                                     | XIV-XVIII сторіччя                  | с. Чорнокозинці                                           | 1690/0 |
| замок                                               | XIV-XVIII сторіччя                  | с. Чорнокозинці                                           | 1690/1 |
| брама                                               | XIV-XVIII сторіччя                  | с. Чорнокозинці                                           | 1690/2 |
| костел Святого Йосифа                               | XIV-XVIII сторіччя                  | с. Чорнокозинці                                           | 1690/3 |

## Красилівський район
| Манеж                | XIX сторіччя | смт Антоніни | 1691/2 |
| Три брами з огорожею | XIX сторіччя | смт Антоніни | 1691/3 |

## Летичівський район
| Комплекс замку і Домініканського монастиря: | XVII-XVIII сторіччя   | смт Летичів  | 763/0 |
| костел                                      | 1561 рік              | смт Летичів  | 763/1 |
| мури з баштою                               | 1598 рік              | смт Летичів  | 763/2 |
| Михайлівська церква                         | XV-XVI сторіччя       | смт Летичів  | 1692  |
| Костел                                      | XV сторіччя           | смт Меджибіж | 1694  |
| Комплекс палацу:                            | XVI сторіччя          |              |       |
| палац                                       | XVI сторіччя          |              | 764/1 |
| церква                                      | 1586 рік              |              | 764/2 |
| мури з баштами                              | середина XVI сторіччя |              | 764/3 |
| Колони-каплиці                              | XVII сторіччя         |              | 1695  |
| Михайлівська церква з дзвіницею             | XVIII сторіччя        | с. Западинці | 1693  |

## Новоушицький район
| Костел Святого Яна Непомука | XVIII сторіччя | с. Заміхів | 1696 |

## Полонський район
| Костел Святої Ганни                   | 1607 рік      | м. Полонне | 1697 |
| Земляна фортеця з мурованим бастіоном | XVII сторіччя | м. Полонне | 1698 |

## Славутський район
| Торгові ряди         | XVIII сторіччя | м. Славута       | 1699 |
| Воскресенська церква | 1763 рік       | с. Старий Кривин | 1700 |

## Старокостянтинівський район
| Замок                            | 1571 рік                | м. Старокостянтинів, вул. Замкова | 765    |
| Комплекс споруд оборонної башти: | XVI-XVIII сторіччя      | м. Старокостянтинів, вул. Замкова | 1701/0 |
| оборонна башта                   | XVI-XVIII сторіччя      | м. Старокостянтинів, вул. Замкова | 1701/1 |
| костел (руїни)                   | 1612 рік                | м. Старокостянтинів, вул. Замкова | 1701/2 |
| Садиба:                          | початок XIX сторіччя    | м. Старокостянтинів, с. Самчики   | 1704   |
| палац                            | початок XIX сторіччя    | м. Старокостянтинів, с. Самчики   | 1704/1 |
| китайський будинок               | XIX сторіччя - 1904 рік | м. Старокостянтинів, с. Самчики   | 1704/2 |
| брама та прибрамні будинки       | початок XIX сторіччя    | м. Старокостянтинів, с. Самчики   | 1704/3 |
| Церква                           | XVIII сторіччя          | м. Старокостянтинів, с. Самчики   | 1705   |
| Палац                            | XIX сторіччя            | с. Новоселиця                     | 1703   |
| Церква                           | 1840 рік                | с. Старий Остропіль               | 1706   |

## Чемеровецький район
| Церква | XVIII сторіччя | с. Залуччя | 1707 |

## Ярмолинецький район
| Будинок папірні           | кінець XIX сторіччя | с. Проскурівка | 1708 |
| Водяний млин              | кінець XIX сторіччя | с. Проскурівка | 1709 |
| Покровська церква-фортеця | XIV-XV сторіччя     | с. Сутківці    | 769  |
| Замок                     | XIV-XVII сторіччя   | с. Сутківці    | 1710 |
| Церква-фортеця            | XIV-XVI сторіччя    | с. Шарівка     | 1711 |